# Chandmani, Khovd
Chandmani (tiếng Mông Cổ: Чандмань) là một sum của tỉnh Khovd ở miền tây Mông Cổ. Vào năm 2007, dân số của sum là 3.155 người.

## Địa lý
Sum có diện tích khoảng 6.016 km2. Trung tâm sum nằm cách tỉnh lỵ Khovd 160 km và thủ đô Ulaanbaatar 1.360 km.

### Khí hậu
Chandmani có khí hậu bán khô hạn. Nhiệt độ trung bình hàng năm trong khu vực là 2 °C. Tháng ấm nhất là tháng 7, khi nhiệt độ trung bình là 20 °C và lạnh nhất là tháng 1, với −20 °C. Lượng mưa trung bình hàng năm là 152 mm. Tháng ẩm ướt nhất là tháng 6, với lượng mưa trung bình là 33 mm, và khô nhất là tháng 12, với 2 mm.

## Kinh tế
Sum có một trường học, bệnh viện và khu dịch vụ.